# Kanton Ceyzériat
Kanton Ceyzériat (fr. Canton de Ceyzériat) je francouzský kanton v departementu Ain v regionu Rhône-Alpes. Skládá se z 22 obcí. Před reformou kantonů 2014 se skládal z 11 obcí.

## Obce kantonu
od roku 2015:
- Certines
- Ceyzériat
- Chalamont
- Châtenay
- Châtillon-la-Palud
- Crans
- Dompierre-sur-Veyle
- Druillat
- Journans
- Lent
- Montagnat
- Le Plantay
- Revonnas
- Saint-André-sur-Vieux-Jonc
- Saint-Just
- Saint-Martin-du-Mont
- Saint-Nizier-le-Désert
- Servas
- Tossiat
- La Tranclière
- Versailleux
- Villette-sur-Ain

před rokem 2015:
- Ceyzériat
- Cize
- Drom
- Grand-Corent
- Hautecourt-Romanèche
- Jasseron
- Bohas-Meyriat-Rignat
- Ramasse
- Revonnas
- Simandre-sur-Suran
- Villereversure